# Ocellularia subsimilis
Ocellularia subsimilis är en lavart som först beskrevs av Hale, och fick sitt nu gällande namn av Hale. Ocellularia subsimilis ingår i släktet Ocellularia och familjen Graphidaceae.   Inga underarter finns listade i Catalogue of Life.